# Omicidio di Lindsay Hawker
L'omicidio di Lindsay Ann Hawker venne commesso il 24 marzo 2007 da Tatsuya Ichihashi a Ichikawa, in Giappone, nella prefettura di Chiba. Il caso si è risolto il 10 novembre 2009, con l'arresto dell'assassino.

## Persone coinvolte

### Lindsay Hawker
Lindsay Ann Hawker (30 dicembre 1984 - 24 marzo 2007) nacque a Coventry, nel Regno Unito, e si laureò in biologia nel 2006 presso l'Università di Leeds. Nell'ottobre dello stesso anno, sebbene avesse intenzione di conseguire un master, decise di trasferirsi, per insegnare lingua inglese presso una prestigiosa scuola privata a Tokyo, dove condivideva un appartamento con altre due insegnanti straniere. Era solita comunicare quotidianamente con i suoi genitori e il suo fidanzato tramite Skype e telefonate, motivo per il quale il giorno della sua scomparsa la sua famiglia fu subito allarmata dalla mancanza di contatto.

### Tatsuya Ichihashi
Tatsuya Ichihashi (市橋 達也, Ichihashi Tatsuya; 5 gennaio 1979) nacque nella prefettura di Gifu, da una famiglia benestante, dato che suo padre era medico e sua madre dentista, e si laureò nel 2005 presso l'Università di Chiba, per poi trasferirsi a Ichikawa. Pur sognando di diventare chirurgo, Tatsuya non lavorava, viveva con un assegno di circa ¥ 100.000 - all'epoca circa settecento dollari - ricevuto mensilmente dai suoi genitori. Prima dell'omicidio di Lindsay Hawker, Tatsuya aveva già una volta aggredito un uomo in un fallito tentativo di rapina, ma la questione si risolse in via extragiudiziale. La polizia giapponese, durante la sua latitanza, lo descrisse come un uomo solitario, ossessionato dal proprio aspetto fisico e dai manga violenti. In seguito alla morte di Lindsay Hawker per mano sua, Tatsuya divenne una figura di riferimento in diversi forum incel giapponesi, e su Internet iniziarono a diffondersi petizioni per cessare le indagini, motivate unicamente dal bell'aspetto dell'uomo.

## Eventi

### Primo incontro
Stando a quanto raccontato dalla ragazza al fidanzato tramite un messaggio, Lindsay aveva incontrato Tatsuya per la prima volta il 20 marzo 2007, mentre stava tornando a casa, quando l'uomo le si avvicinò, dicendole che era la sua insegnante di inglese, cosa da lei subito smentita. Tatsuya continuò a seguire Lindsay fino al suo appartamento, dove le chiese un bicchiere d'acqua e la ragazza, dopo averlo presentato alle sue coinquiline così da dimostrargli di non essere sola, lo fece entrare. Lui le spiegò di aver bisogno di lezioni private d'inglese per andare all'estero, e quando Lindsay accettò Tatsuya prese un foglio e scarabocchiò un disegno che la raffigurava con il suo nome scritto vicino. I due fissarono un incontro quattro giorni dopo in un bar.

### Secondo incontro e omicidio

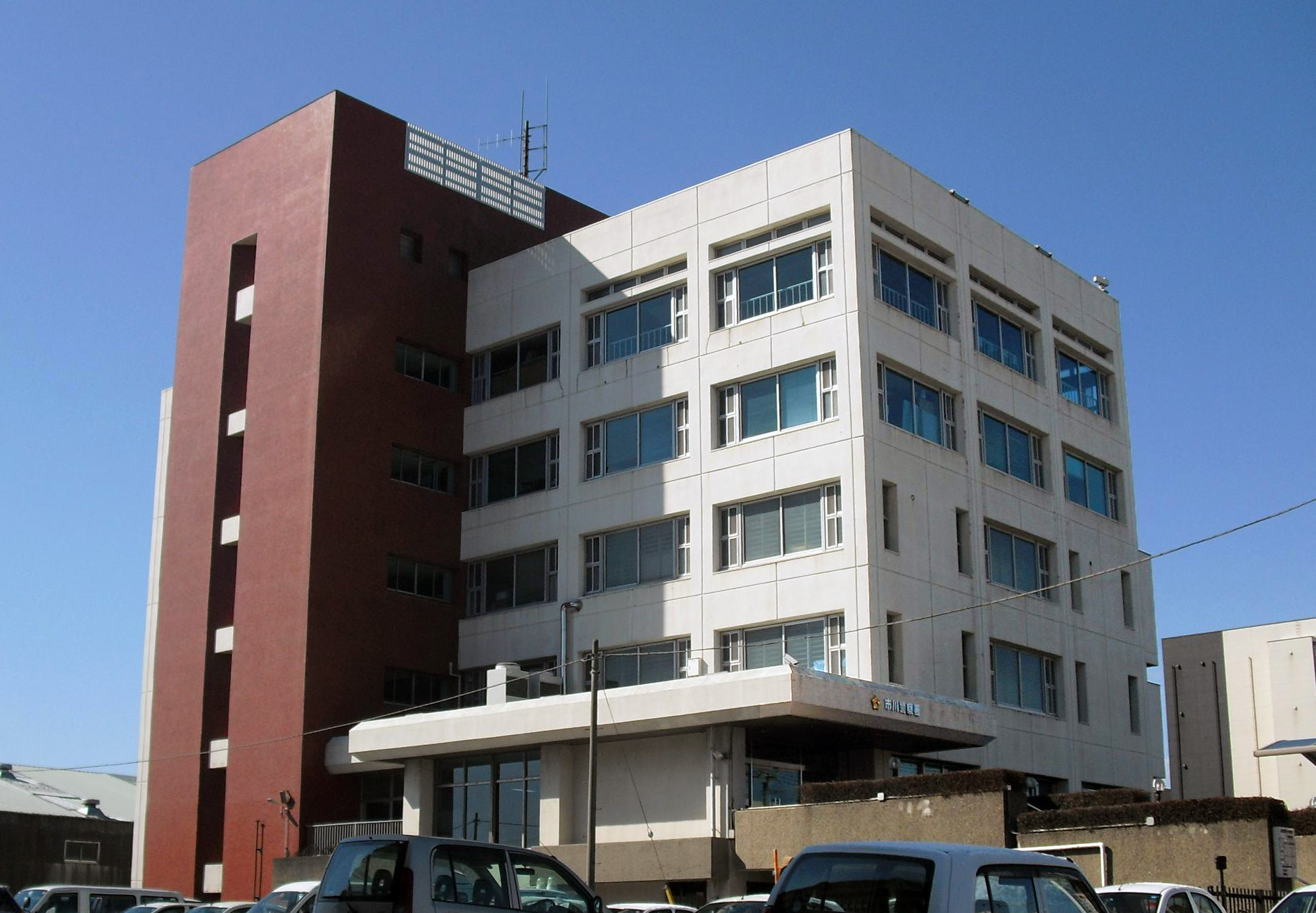
Stazione di polizia di Ichikawa, la città dove si è svolto l'omicidio

Il 24 marzo, come prestabilito quattro giorni prima, Lindsay e Tatsuya si incontrarono in un bar e, dopo circa un'ora, l'uomo affermò di aver lasciato a casa i soldi per pagare le lezioni e quindi i due presero un taxi diretto al suo appartamento. Una volta arrivati entrarono, e il tassista, dopo aver atteso la ragazza per sette minuti, se ne andò, lasciandola lì. Il corpo nudo di Lindsay, legata con delle sciarpe e con la testa rasata, è stato successivamente trovato sepolto in una vasca riempita con sabbia e terriccio posta sul balcone dell'appartamento. La polizia dichiarò in seguito che probabilmente c'era stato un combattimento tra i due, come visibile dai lividi sul viso e sulle mani di Lindsay. Quest'ultima era morta quando il suo aggressore aveva iniziato a strangolarla, rompendole la cartilagine del collo.

### Arrivo della polizia e fuga di Tatsuya
Sebbene la famiglia e gli amici di Lindsay avessero già provato a contattare le autorità senza successo, la polizia giapponese fu allertata il 26 marzo dall'università dove lavorava la ragazza, che non si era presentata nei due giorni precedenti. Alle 17:40 due ufficiali raggiunsero l'appartamento di Tatsuya, ma non gli fu permesso né di entrare né di bussare senza un valido motivo. Intorno alle 20:00, altri sette agenti raggiunsero il luogo, dopo che i due poliziotti già sul posto erano stati informati del reato di rapina già commesso in passato dall'uomo. Due ore dopo, Tatsuya uscì di casa con uno zaino e senza scarpe, con i piedi sporchi di sabbia, e, nonostante la resistenza degli agenti, riuscì a fuggire. In seguito, la polizia riuscì nuovamente a trovarlo, questa volta con vestiti diversi e scarpe da ginnastica, ma anche in questo caso non fu in grado di catturarlo.

## Indagini e arresto

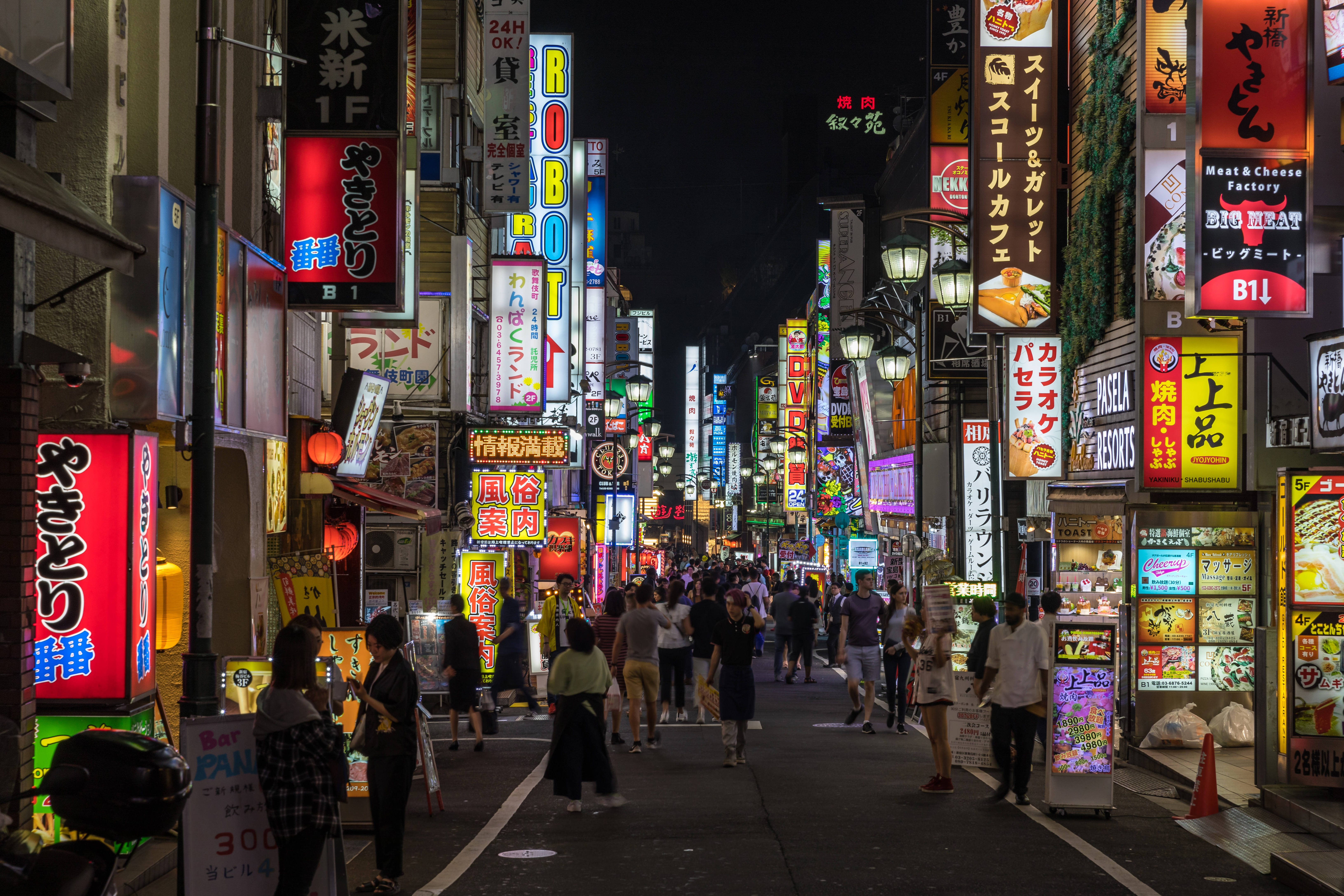
Kabukicho di notte

### Indagine e latitanza
Il 29 marzo la polizia giapponese fece irruzione all'Hotel Chateau, un love hotel situato nella zona est di Tokyo, senza però trovare Tatsuya, del quale, lo stesso giorno, vennero pubblicati i disegni (sperando che qualcuno ne riconoscesse il tratto) e un poster a lui dedicato, nel quale era raffigurato con diversi travestimenti, tra cui uno da donna. In poco tempo divenne uno degli uomini più ricercati del Giappone, cosa testimoniata dal fatto che più di 140 agenti furono coinvolte in questa indagine. All'inizio del 2008 la polizia ha indagato nei locali di Kabukicho popolari tra gli omosessuali, dove degli ex partner maschili di Tatsuya lo avevano identificato. Tuttavia, verso la fine dell'anno le ricerche cominciarono ad attenuarsi e la polizia dichiarò che Tatsuya poteva essersi suicidato, affermazione definita da Bill Hawker, padre di Lindsay, un mero tentativo di ridimensionare l'operazione, che secondo alcune fonti interne era sul punto di interrompersi. Il 15 gennaio 2009 l'importanza data alle indagini diminuì nuovamente, dopo che iniziò a diffondersi l'ipotesi che Tatsuya poteva essere fuggito nelle Filippine. Finalmente il 4 novembre 2009 si ebbe una svolta, quando la polizia dichiarò che il ricercato si era sottoposto ad un intervento chirurgico a Fukuoka, a metà ottobre. Stando a quanto dichiarato dallo stesso Tatsuya in seguito al suo arresto, durante la sua latitanza era diventato paranoico, sottoponendosi a diverse operazioni per modificare il suo aspetto (si fece allungare il naso e assottigliare le labbra) e autorimuovendosi, tramite delle forbici, due nei sulla guancia (come egli stesso raccontò nel libro Until I Was Arrested). Già dal 5 novembre venne rilasciata alla stampa una fotografia scattata immediatamente prima del suo ultimo intervento chirurgico.

### Arresto e processo
Il 10 novembre, Tatsuya venne riconosciuto e arrestato mentre cercava di imbarcarsi su un traghetto diretto a Okinawa. Dopo un iniziale periodo di negazione, durante il quale Tatsuya fu incarcerato solamente per stupro e abbandono di un corpo, il 23 dicembre si decise ad ammettere di aver ucciso Lindsay Hawker, senza però avere intenzione di farlo. In tribunale, l'uomo confessò di aver assassinato la ragazza accidentalmente, mentre cercava di strangolarla per impedirle di gridare quando tentò di violentarla. Il 21 luglio 2011, chiudendo una volta per tutte la vicenda, Tatsuya venne condannato all'ergastolo, perché la pena di morte, richiesta dalla famiglia Hawker, era considerata troppo severa.

## Impatto culturale
La tragica vicenda ha suscitato un certo clamore nel Regno Unito, con conseguente fobia e diffidenza nei confronti della società giapponese.
Sulla latitanza di Tatsuya è basato un libro scritto dall'omicida stesso, che ha venduto più di centomila copie nel primo mese dalla pubblicazione. Al libro è stato poi ispirato I Am Ichihashi: Journal of a Murderer un film del 2013 di Dean Fujioka. Inoltre l'emittente televisiva statunitense ABC News ha girato un documentario che parla di due casi di omicidio piuttosto famosi, fra cui questo.
L'emittente radiofonica BBC Radio 4 ha prodotto un radiodramma in tre puntate, andato in onda nell'ottobre 2009, liberamente ispirato alla vicenda dell'omicidio e agli sforzi dei genitori della vittima alla ricerca della verità.